# Тирнавос
Тирнавос или Трнава (грч. Τύρναβος Tyrnavos) град је у средишњој Грчкој, у области Тесалије. Тирнавос је други по значају и величини град у оквиру округа Лариса у оквиру периферије Тесалије.

## Положај
Тирнавос се налази на северном делу Тесалије, на 20 км удаљености северозападно од Ларисе. Град се налази на северном ободу равничарске Тесалије, у јужном подножју познате планине Олимп. Надморска висина града је око 90 м.

## Становништво
У последња три пописа кретање становништва Тирнавоса било је следеће:
| 1981.  | 1991.  | 2001.  | 2011.  |
| ------ | ------ | ------ | ------ |
| 11.118 | 12.028 | 11.116 | 11.069 |

Кретање броја становника у општини по пописима:
| 1991.  | 2001.  | 2011.  |
| ------ | ------ | ------ |
| 16.923 | 16.900 | 16.977 |

| 2011.  |
| ------ |
| 25.032 |